# Échelle de Turin

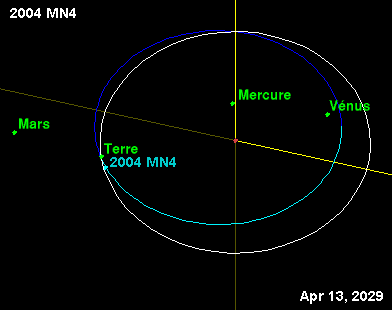
Trajectoires de la Terre et de (99942) Apophis, un temps classé 4 sur l'échelle de Turin (le plus haut niveau jamais enregistré) ; estimation au 13 avril 2029.

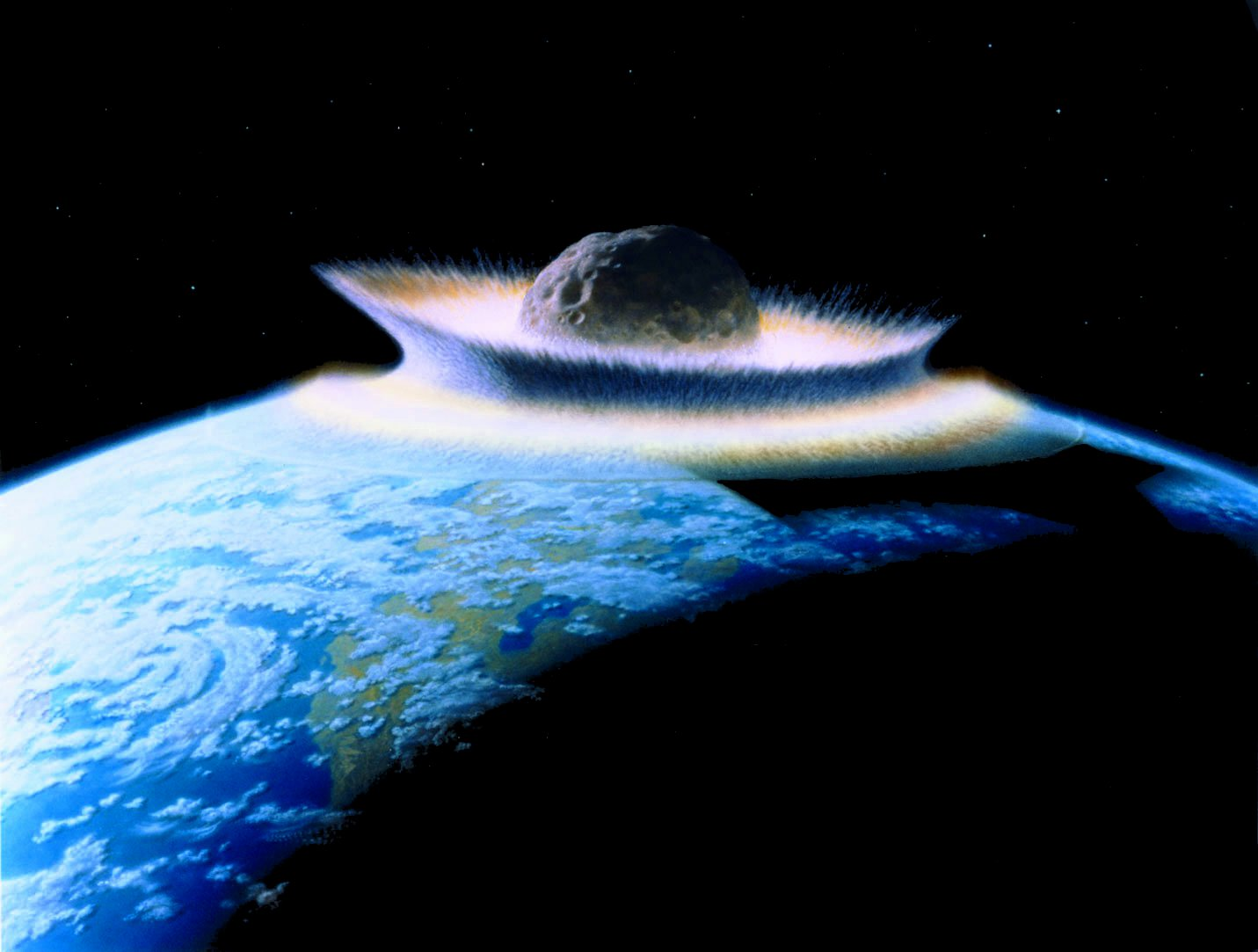
Représentation d'une collision majeure de niveau 10 sur l'échelle de Turin.

Pour les articles homonymes, voir Turin (homonymie).
L'échelle de Turin est, en astronomie, une méthode servant à catégoriser les risques d'impacts d'objets géocroiseurs, tels les astéroïdes ou les comètes. Graduée de 0 (aucune chance de collision) à 10 (collision certaine entraînant une catastrophe climatique globale), elle est destinée à donner une indication simple des estimations de la gravité d'une collision, en combinant les probabilités d'impact et le potentiel destructeur, en une seule valeur.

## Description

L'indice sur l'échelle de Turin en fonction de l'énergie cinétique (en mégatonnes de TNT) et de la probabilité d'impact.

L'échelle de Turin est graduée de 0 à 10. Une valeur de 0 indique qu'un objet n'a qu'une chance négligeable d'entrer en collision avec la Terre par rapport au « bruit de fond » des événements de collision, ou qu'il est trop petit pour traverser l'atmosphère terrestre intact. Une valeur de 10 indique que le risque de collision est certain et que l'objet est suffisamment grand pour provoquer un désastre à l'échelle planétaire comme une extinction massive. Seules des valeurs entières sont utilisées.
Un objet se voit attribuer une valeur de 0 à 10 sur la base des calculs de sa probabilité de collision et de son énergie cinétique (exprimée en mégatonnes de TNT). Cette valeur n'est pas définitive car elle dépend des connaissances et des observations en cours. Plusieurs organismes peuvent attribuer une valeur de risque sur l'échelle de Turin à des objets célestes, notamment les systèmes automatisés Sentry et NEODyS.

## Histoire
L'échelle de Turin a été créée par Richard Binzel, chercheur au Massachusetts Institute of Technology dans le département des sciences planétaires. La première version de l'échelle, appelée « A Near-Earth Object Hazard Index » (« un indice du danger des objets géocroiseurs »), a été présentée à une conférence des Nations unies en 1995 et publiée par Binzel dans des comptes-rendus de conférences ultérieurs.
Une version révisée fut présentée lors d'une conférence de l'Union astronomique internationale sur les objets géocroiseurs à Turin, en Italie, en juin 1999 ; cette version fut alors adoptée car il n'existait jusqu'ici aucune manière simple d'expliciter le risque de collision avec la Terre que pose vraiment un astéroïde donné. Le nom de la ville de Turin lui fut alors attribué. En 2005, une version reformulée fut publiée afin de mieux communiquer sur les risques avec le public.

## Niveaux actuels

### Codes de couleur
L'échelle de Turin utilise une codification de cinq couleurs différentes, correspondant au niveau de risque posé par un objet :
- Blanc, aucun risque (niveau 0)
- Vert, risque normal (niveau 1)
- Jaune, objet à suivre (niveaux 2 à 4)
- Orange, objet dangereux (niveaux 5 à 7)
- Rouge, collision certaine (niveaux 8 à 10)

### Aucun danger (niveau 0)
- Niveau 0 : le risque de collision est nul ou bien en deçà de la chance d'avoir un objet aléatoire de la même taille qui va heurter la terre au cours de ces prochaines décennies. Cette catégorie est attribuée à tout objet qui, dans le cadre d'une collision éventuelle, n'a aucune chance d'atteindre la surface de la Terre intact.

### Normal (niveau 1)
- Niveau 1 : les chances de collision sont extrêmement improbables dans les décennies à venir.

### Mérite l'attention des astronomes (niveaux 2 à 4)
- Niveau 2 : collision très improbable, mais trajectoire proche de la Terre. Demande l'attention des astronomes mais il n'y a pas de raison de prévenir le public. Des observations ultérieures doivent permettre de requalifier le risque à un autre niveau.
- Niveau 3 : trajectoire rapprochée, plus de 1 % de possibilités de collision avec dégâts localisés. Des observations ultérieures doivent permettre de requalifier le risque à un autre niveau. L'attention du public et des autorités est nécessaire, surtout si le risque de collision est inférieur à 10 ans.
- Niveau 4 : trajectoire rapprochée, plus de 1 % de possibilités de collision capable de dévastation régionale. Des observations ultérieures doivent permettre de requalifier le risque à un autre niveau. L'attention du public et des autorités est nécessaire, surtout si le risque de collision est inférieur à 10 ans.

### Dangereux (niveaux 5 à 7)
- Niveau 5 : trajectoire rapprochée, menace considérable de collision entraînant la dévastation d'une région. Si la collision est prévue pour moins de 10 ans, des mesures gouvernementales doivent être envisagées.
- Niveau 6 : trajectoire rapprochée, menace considérable de collision entraînant une destruction globale. Si la collision est prévue pour moins de 10 ans, des mesures gouvernementales doivent être envisagées.
- Niveau 7 : trajectoire rapprochée, menace extrêmement considérable de collision entraînant une destruction globale. Pour un tel événement prévisible à moins de 100 ans, des mesures internationales doivent être planifiées, et notamment l'impérieuse nécessité de déterminer rapidement et avec certitude si oui ou non la collision aura lieu.

### Collisions certaines (niveaux 8 à 10)
- Niveau 8 : collision certaine capable de provoquer une destruction localisée. Un tel événement se produit tous les 50 à 1 000 ans en moyenne.
- Niveau 9 : collision certaine avec destruction d'une région. Un tel événement se produit tous les 1 000 à 100 000 ans en moyenne.
- Niveau 10 : collision certaine entraînant une catastrophe climatique globale pouvant menacer l'avenir de l'humanité. Un tel événement se produit moins d'une fois tous les 100 000 ans en moyenne.

## Objets à hauts risques

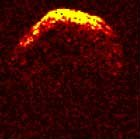
Image radar de 1950 DA.

En janvier 2007, le record de risque sur l'échelle de Turin était détenu par (99942) Apophis, un astéroïde de 325 m de long. Le 23 décembre 2004, le Near-Earth Object Program Office de la NASA annonça qu'Apophis (alors seulement désigné par 2004 MN4) était le premier objet à atteindre le niveau 2, niveau porté par la suite à 4. Il est maintenant établi qu'Apophis passera très près de la Terre le 13 avril 2029, avec un passage estimé à 31 000 km de la Terre. Il sera à ce moment-là suffisamment dévié par l'attraction gravitationnelle de la Terre pour qu'il ne soit pas possible de prédire avec certitude sa trajectoire ultérieure. Par conséquent, Apophis a conservé un niveau de 1 (pour son passage de 2029) jusqu'en août 2006, puis fut rétrogradé à 0.
Avant Apophis, aucun objet géocroiseur n'avait jamais possédé un niveau supérieur à 1. En février 2006, le niveau de (144898) 2004 VD17 a été relevé à 2 à la suite de calculs indiquant une collision possible en mai 2102. C'était ainsi le second astéroïde auquel un niveau supérieur à 1 fut attribué. Des calculs ultérieurs l'ont fait repasser au niveau 1, puis au niveau 0.
En décembre 2006, deux objets possèdent un niveau non nul :
- Niveau 1 : (29075) 1950 DA
- Niveau 1 : (417634) 2006 XG1

1950 DA était alors le seul astéroïde connu dont le risque s'élevait au-dessus du niveau habituel des impacts extraplanétaires (sur l'échelle de Palerme, il possédait la valeur de +0,17) ; le risque posé par 2006 XG1 était d'un dixième de celui du niveau habituel.
En juillet 2008, seulement un objet possède un niveau non nul :
- Niveau 1 : 2007 VK184

En octobre 2011, deux objets possèdent un niveau non nul :
- Niveau 1 : 2007 VK184
- Niveau 1 : 2011 AG5

En février 2025, seulement un objet possède un niveau non nul :
- Niveau 3  : 2024 YR4

Le 5 février 2025, l’astéroïde 2024 YR4 a été haussé au niveau de 3 de l’échelle de Turin avec une probabilité de collision avec la Terre de 2,8%. Ce taux est réévalué quelques jours plus tard à 0,001% et l'astéroïde est donc rétrogradé au Niveau 0.

## Alternatives
Du fait d'une couverture médiatique parfois alarmante d'astéroïdes tels que (143649) 2003 QQ47, des astronomes ont travaillé à une réécriture de l'échelle de Turin, publiée en 2005, afin de générer moins de fausses alertes susceptibles de réduire la confiance du public. Une alternative à l'échelle de Turin pourrait être l'échelle de Palerme, plus précise mais également plus complexe.